# Xenia Hodel
Xenia Hodel (født 27. november 1998) er en kvindelig schweizisk håndboldspiller, som spiller i Spono Eagles og Schweiz' kvindehåndboldlandshold.
Hun har spillet for schweiziske Spono Eagles stort set hele hendes karriere, dog med et enkelt skifte til tyske Bayer 04 Leverkusen i 2018.